# Погребинський Матвій Самойлович
Погребинський Матвій Самойлович (1895, Білилівка, Лубенського повіту Полтавської губернії — 4 квітня 1937, Горький) — співробітник ЧК-ОГПУ-НКВД СРСР, засновник і керівник Болшевської трудової комуни (1926–1928), комісар державної безпеки 3-го рангу (1935). Повноважний представник ОДПУ при РНК СРСР по Горьковському краю, начальник Управління НКВС по Горьковському краю.

## Ранні роки
Народився в сім'ї єврейського службовця лісорозробок. Закінчив 3 класи початкового 4-класного міського училища в Лубнах (1909–1911). Конторник в мануфактурному магазині, місто Лубни (1912–1915). У царській армії рядовий 33-го Сибірського запасного полку в Петропавловську, з травня 1915 по листопад 1917.
Був поранений, лікувався в госпіталі Петропавловська з листопада 1917 по січень 1918 — там же познайомився з майбутньою дружиною Анастасією. Потім працював лісорубом (січень — вересень 1918), вантажником, чорноробом на млині в Лубнах (грудень 1918 — квітень 1919), контролером Біржі праці Лубен з травня по серпень 1919. У РКП(б) з листопада 1919. У 1919–1920 доглядач військового госпіталю 14-ї армії, старшина, командир Бєльовського комуністичного загону, воєнком військового госпіталю в Тюмені.

## ВЧК-ОГПУ-НКВД
У 1920–1921 воєнком 190-го евакопункту, голова Військового трибуналу Семипалатинської губернської ЧК. У 1921–1922 помічник начальника Санітарного управління Західно-Сибірського військового округу по політичній частині, воєнком Санітарного управління цього ж військового округу. У 1922–1924 помічник начальника Політичної інспекції Головного санітарного управління РСЧА. У 1924–1925 помічник начальника оргвідділу Адміністративно-організаційного управління ОГПУ при РНК СРСР. У 1925–1929 начальник оргвідділу Адміністративно-організаційного управління ОГПУ при РНК СРСР.
У 1926–1928 начальник Болшевської трудової комуни (Московська губернія), якій було присвоєно в 1933 ім'я Г. Ягоди (начальника ОГПУ в ті роки).
1928 — участь у спецоперації з екстрадиції М. Горького в більшовицьку Росію.
У 1929 помічник начальника Особливого відділу ОДПУ Московського військового округу, в резерві призначення ОГПУ при РНК СРСР. У 1930–1931 начальник Башкирського обласного відділу ДПУ. У 1931–1933 повноважний представник ОГПУ при РНК СРСР по Башкирській АРСР.
У 1933–1934 повноважний представник ОГПУ при РНК СРСР по Горьковському краю. У 1934–1937 начальник Управління НКВС по Горьковському краю — області.
4 квітня 1937 (28 березня заарештовано Г. Ягоду) Погребинський застрелився з табельної зброї. Після самогубства чоловіка була заарештована і засуджена на вісім років позбавлення волі дружина Анастасія Погребинська.